# Regasilus aiapaec
Regasilus aiapaec es una especie de díptero de la familia Asilidae.
Fue descubierta por el entomólogo peruano Pável Sánchez Flores a partir de especímenes machos recolectados en los distritos de Chulucanas y Huancabamba en la región Piura en Perú. La descripción fue publicada en la revista científica Zootaxa en 2020.